# 水俣郵便局
水俣郵便局（みなまたゆうびんきょく）は熊本県水俣市にある郵便局。民営化前の分類では集配普通郵便局であった。

## 概要
住所：〒867-8799 熊本県水俣市浜町2-1-1

## 沿革
- 1872年8月4日（明治5年7月1日） - 水俣郵便取扱所として開設[1]。
- 1875年（明治8年）1月1日 - 水俣郵便局（五等）となる。
- 1882年（明治15年）2月16日 - 為替・貯金取扱を開始。
- 1893年（明治26年）2月1日 - 水俣郵便電信局となる。
- 1903年（明治36年）4月1日 - 通信官署官制の施行に伴い水俣郵便局となる。
- 1951年（昭和26年）12月23日 - 水俣市大字江添から同市大字浜へ移転[2]。
- 1956年（昭和31年）10月11日 - 電話通話および和文電報受付事務の取扱を開始。
- 1996年（平成8年）7月1日 - 外国通貨の両替および旅行小切手の売買に関する業務取扱を開始。
- 2006年（平成18年）9月24日 - 津奈木郵便局から「869-56xx」区域の集配業務を移管[3]。
- 2007年（平成19年）10月1日 - 民営化に伴い、併設された郵便事業水俣支店に一部業務を移管。
- 2012年（平成24年）10月1日 - 日本郵便株式会社発足に伴い、郵便事業水俣支店を水俣郵便局に統合。
- 2015年（平成27年）2月1日 - 釣橋郵便局から「867-01xx」「867-02xx」区域の集配業務を移管。

## 取扱内容
- 郵便、印紙、ゆうパック、内容証明
- 貯金、為替、振替、振込、国際送金、外貨両替・トラベラーズチェック、国債、投資信託
- 生命保険、バイク自賠責保険、自動車保険
- 水俣市内全域、葦北郡津奈木町内全域の集配業務
- ゆうゆう窓口
- ゆうちょ銀行ATM（管轄はゆうちょ銀行熊本支店）

## 周辺
- 国道3号
- 水俣市役所
- 熊本県立水俣高等学校
- エムズシティ

## アクセス
- 肥薩おれんじ鉄道線 水俣駅から徒歩約13分
- みなくるバス 信用金庫前停留所下車
- 駐車場あり：30台